# Procolo (nome)
Procolo  è un nome proprio di persona italiano maschile.

## Varianti
- Maschili: Proculo[1], Broccolo[5]
- Femminili: Procola[1][3], Broccola[5]

### Varianti in altre lingue
- Francese: Procule
- Latino: Proculus[1][4]
- Polacco: Prokul
- Tedesco: Prokulus
- Ungherese: Proculus

## Origine e diffusione
Riprende il praenomen romano Proculus, basato sul termine procul, che vuol dire "lontano"; il nome veniva usato, in origine, per designare bambini nati mentre il padre era lontano da casa. Non si esclude, in alcuni casi, che possa essere una variante del nome di origine greca Proclo.
In Italia il nome gode di una diffusione scarsissima; è usato quasi solo nella zona di Pozzuoli, dove si venera un santo così chiamato, martirizzato insieme a san Gennaro. Broccolo e Broccola sono due forma dialettali del nome, parimenti rare, proprie dell'Agro Romano.

## Onomastico
L'onomastico può essere festeggiato in memoria di più santi, alle date seguenti:
- 14 febbraio, san Procolo, martire a Terni[2]
- 13 aprile (o 14 aprile[2]), san Procolo, vescovo di Terni, martire sotto Massenzio[6]
- 1º giugno (o 12 luglio), san Procolo, vescovo di Bologna, martirizzato dai Goti[2][6][7]
- 1º giugno, san Procolo, soldato, martire a Bologna sotto Diocleziano[6]
- 1º giugno, san Procolo, martire a Tessalonica[6]
- 18 agosto, san Procolo o Proco, scultore in Illiria, martire[6]
- 18 ottobre (16 novembre a Pozzuoli), san san Procolo, diacono di Pozzuoli, martire sotto Diocleziano[6][7]
- 21 ottobre, san Procolo, martire con altri compagni a Nicea[6]
- 4 novembre, san Procolo, vescovo di Autun, martirizzato dagli Unni[6]
- 1º dicembre, san Procolo, vescovo di Narni, martire sotto Totila[8]
- 9 dicembre, san Procolo, vescovo di Verona[2][6]

## Persone
- Procolo di Bologna, soldato e santo romano
- Procolo di Marsiglia, vescovo francese
- Procolo di Pozzuoli, santo romano
- Procolo di Verona, vescovo e santo romano
- Procolo Pianetti, calciatore italiano

### Variante Proculo
- Proculo, usurpatore contro l'imperatore Probo
- Proculo, politico romano
- Proculo Geganio Macerino, politico romano
- Proculo Giulio, membro della gens Giulia
- Proculo Gregorio, politico romano
- Proculo Verginio Tricosto Rutilo, politico e militare romano